# دونالد أبراهامسون
دونالد أبراهامسون (بالإنجليزية: Donald Abrahamson)‏ هو رباع أمريكي، ولد في 19 سبتمبر 1957 في Athol, Massachusetts ‏ في الولايات المتحدة.

## وصلات خارجية
- دونالد أبراهامسون على موقع أوليمبيديا (الإنجليزية)